# Cernay (Eure-et-Loir)
Cernay is een gemeente in het Franse departement Eure-et-Loir (regio Centre-Val de Loire) en telt 77 inwoners (2009). De plaats maakt deel uit van het arrondissement Chartres.

## Geografie
De oppervlakte van Cernay bedraagt 7,9 km², de bevolkingsdichtheid is dus 9,7 inwoners per km².
De onderstaande kaart toont de ligging van Cernay (Eure-et-Loir) met de belangrijkste infrastructuur en aangrenzende gemeenten.

## Demografie
Onderstaande figuur toont het verloop van het inwonertal (bron: INSEE-tellingen).